# Lestodiplosis triangularis
Lestodiplosis triangularis är en tvåvingeart som först beskrevs av Ephraim Porter Felt 1907.  Lestodiplosis triangularis ingår i släktet Lestodiplosis och familjen gallmyggor.
Artens utbredningsområde är New York. Inga underarter finns listade i Catalogue of Life.